# 皮尼昂 (瓦尔省)
皮尼昂（法語：Pignans，法語發音：[piɲɑ̃]）是法国普罗旺斯-阿尔卑斯-蓝色海岸大区瓦尔省的一个市镇，属于布里尼奥勒区。

## 地理
皮尼昂（43°18'2"N, 6°13'36"E）面积34.87 平方千米，位于法国普罗旺斯-阿尔卑斯-蓝色海岸大区瓦尔省，该省份为法国东南部沿海省份，北起上普罗旺斯阿尔卑斯省，西北角与沃克吕兹省接壤，西接罗讷河口省，南濒地中海，东临滨海阿尔卑斯省。
与皮尼昂接壤的市镇（或旧市镇、城区）包括：伊索勒河畔弗拉桑、伊索勒河畔贝斯、卡尔努勒、科洛布里耶尔、贡法龙。

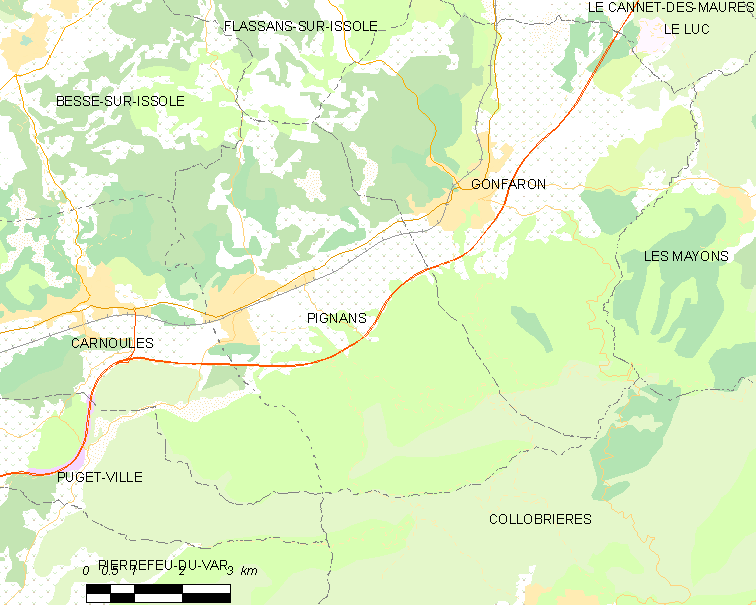
的OSM定位图

皮尼昂的时区为UTC+01:00、UTC+02:00（夏令时）。

## 行政
皮尼昂的邮政编码为83790，INSEE市镇编码为83092。

## 政治
皮尼昂所属的省级选区为勒吕克县。

## 人口

1962-2008年间人口变化图示

皮尼昂于2022年1月1日时的人口数量为4767人。